# Hagen Saberschinsky
Hagen Saberschinsky (* 1939 in Berlin) ist ein deutscher ehemaliger Polizist. Er war in den Jahren von 1992 bis 2001 Polizeipräsident der Berliner Polizei.

## Leben
Er fing 1957 bei der Schutzpolizei Berlins an und wechselte später zum Bundeskriminalamt.
Im Jahre 1993 sah sich Saberschinschky gezwungen, die Freiwillige Polizei-Reserve (FPR) neu zu bewerten, die er zuvor noch gelobt hatte mit „Es ist mir ein besonderes Anliegen, Ihnen auf diesem Weg zu übermitteln, wie überaus wichtig und bedeutend ich den Beitrag der FPR für die Innere Sicherheit dieser unserer Stadt bewerte …“ Eine Reihe von beteiligten Personen hatten eine kriminelle Vergangenheit, die bei der Polizei auch aktenkundig war.
Als 1994 die Führungsstruktur der Polizei verändert wurde, unterstanden ihm Landesschutzpolizeiamt (LSA), Landeskriminalamt (LKA), Landespolizeiverwaltungsamt (LPVA), Landespolizeischule (LPS) und die Zentrale Ermittlungsstelle für Regierungs- und Vereinigungskriminalität (ZERV).
In den späteren Dienstjahren wurde Saberschinsky in der Öffentlichkeit kritisch hinterfragt. Irritation entstand unter anderem aufgrund eines abgehörten Gesprächs über den Schutz israelischer Einrichtungen nach der endgültigen Festnahme 1999 von Abdullah Öcalan, in dem Saberschinsky geäußert hatte „Ja, ja, ja, ist gut, o.k., wir schützen die ganze Welt.“
Im März 1999 wurden vier Kommissare des Landeskriminalamts spektakulär verhaftet – wegen angeblicher Kumpanei mit Einbrechern. Saberschinsky nannte es den „größten Korruptionsfahndungserfolg“. Später stellte sich die Aktion als Fehlschlag heraus.
Bei seinem Ausscheiden 2001 charakterisierte ihn Eberhard Schönberg, Berliner Vorsitzender der Gewerkschaft der Polizei, folgendermaßen: „Er praktizierte einen autokratischen Führungsstil der 60er Jahre.“